# Карнаж: С.Ш.А.
«Карна́ж: С.Ш.А.» (англ. Carnage, U.S.A.) — ограниченная серия комиксов, состоящая из 5 выпусков, которую в 2011—2012 годах издавала компания Marvel Comics.

## Синопсис
Клетус Кэседи нацелился на небольшой городок в сердце Америки. Человек-паук и Мстители намереваются остановить его.

### Выпуски
| № | Название                                                      | Дата выхода     | Оценка на Comic Book Roundup   |
| - | ------------------------------------------------------------- | --------------- | ------------------------------ |
| 1 | Эта земля — моя — земля (англ. This Land is My Land)          | 14 декабря 2011 | 7,1 из 10 на основе 9 рецензий |
| 2 | Красный, белый и мёртвый! (англ. Red, White, And Die!)        | 11 января 2012  | 7,7 из 10 на основе 3 рецензий |
| 3 | Умереть свободным или жить! (англ. Die Free or Live!)         | 8 февраля 2012  | 7 из 10 на основе 3 рецензий   |
| 4 | О, скажи, а ты можешь кричать! (англ. Oh Say Can You Scream!) | 14 марта 2012   | 7,2 из 10 на основе 2 рецензий |
| 5 | С первыми лучами ужаса! (англ. The Dawn’s Early Fright!)      | 11 апреля 2012  | 8,5 из 10 на основе 2 рецензий |

### Сборники
| Название        | Тип              | Дата выхода     | Собранный материал   | Кол-во страниц | ISBN                      |
| --------------- | ---------------- | --------------- | -------------------- | -------------- | ------------------------- |
| Carnage, U.S.A. | Твёрдый переплёт | 13 июня 2012    | Carnage, U.S.A. #1-5 | 112            | 9780785160731, 0785160736 |
| Carnage, U.S.A. | Мягкая обложка   | 12 декабря 2012 | Carnage, U.S.A. #1-5 | 112            | 9780785160748, 0785160744 |

## Реакция

### Отзывы критиков
На сайте Comic Book Roundup серия имеет оценку 7,5 из 10 на основе 19 рецензий. Джесс Шедин из IGN дал первому выпуску 6 баллов из 10 и не был от него в восторге. Джеймс Хант из Comic Book Resources похвалил дизайн персонажей, однако ему не понравился дизайн главного героя. Тони Герреро из Comic Vine поставил дебюту 4 звезды из 5 и отмечал, что «Уэллс — профессионал в юмористических диалогах, и читатели удивятся, когда обнаружат, что у Человека-паука не самые смешные реплики».

### Продажи
Ниже представлен график продаж комикса за первый месяц выпуска на территории Северной Америки.